# ARC 7 de Agosto
ARC 7 de Agosto var en jagare i colombianska flottan. Konstruktionen byggde på den svenska Halland-klassen. Fartyget bygges i Sverige tillsammans med systerfartyget 20 de Julio.
De skilde sig från förebilden genom att de hade flera 12-centimeterskanoner, men inga robotar.
Fartygsnamnets prefix står för Armada de la República de Colombia, namnet på Colombias flotta.